# Morskie rasskazy
Morskie rasskazy (russisk: Морские рассказы) er en sovjetisk spillefilm fra 1967 af Aleksej Sakharov og Aleksandr Svetlov.

## Medvirkende
- Nikolaj Dostal som Jose-Maria Damec
- Viktor Zadubrovskij som Nikolaj Tjumatjenko
- Vladimir Balasjov som Leontij Andreitj
- Anatolij Aleksejev
- Vladimir Balon som Vladimir Jakovlevich